# Боровик Анатолій Васильович
Анатолій Васильович Боровик (нар. 7 липня 1958, Шостка, Сумська область, Українська РСР, СРСР) — російський дипломат. Посол Російської Федерації в Королівстві Камбоджа (з травня 2020). У 2010—2014 роках обіймав посаду Генерального консула в Хошиміні.

## Біографія
Анатолій Боровик народився 7 липня 1958 року в місті Шостка Сумської області.
Завершив навчання та отримав диплом про вищу освіту Інституту країн Азії та Африки МДУ імені М. В. Ломоносова, у 1984 році. У 1999 році закінчив навчання в Дипломатичної академії МЗС Росії.
На дипломатичній службі працює з 2000 року. Трудову діяльність починав на різних посадах в центральному апараті МЗС Росії й за кордоном.
З 2000 по 2003 роки працював першим секретарем, радником Посольства Російської Федерації в Королівстві Камбоджа.
З 2004 по 2008 роки обіймав посаду радника, а потім старшого радника, начальника відділу в Департаменті країн АСЕАН і загальноазійських проблем МЗС Росії.З 2008 по 2010 роки працював начальником відділу в Департаменті країн азійсько-тихоокеанського регіону МЗС Росії.
У лютому 2010 року призначений на посаду начальника відділу в третьому департаменті Азії МЗС Росії. У липні 2010 року, згідно з наказом по Міністерству закордонних справ Російської Федерації, призначений Генеральним консулом Російської Федерації в Хошиміні, в Соціалістичній Республіці В'єтнам. Обіймав цю посаду до грудня 2014 року. У 2015—2020 роках — заступник директора третього департаменту Азії МЗС Росії. На цій посаді курував відносини з низкою країн Південно-Східної Азії.
Указом Президента Росії Володимира Путіна 4 травня 2020 року призначений послом Російської Федерації в Королівстві Камбоджа.
Володіє англійською, кхмерською, французькою мовами.

## Дипломатичний ранг
- Надзвичайний і Повноважний посланник 2 класу (8 травня 2013)[4].
- Надзвичайний і Повноважний посланник 1 класу (11 червня 2019).

## Примітка
1. ↑  БОРОВИК АНАТОЛИЙ ВАСИЛЬЕВИЧ (рос.). ВнешПол. 8 лютого 2016. Архів оригіналу за 2 травня 2021. Процитовано 18 травня 2020.
2. ↑  Указ Президента Российской Федерации от 04.05.2020 № 302 ∙ Официальное опубликование правовых актов ∙ Официальный интернет-портал правовой информации. publication.pravo.gov.ru. Архів оригіналу за 2 травня 2021. Процитовано 18 травня 2020.
3. ↑  Анатолий Боровик назначен новым послом России в Камбодже (рос.). ТАСС. Архів оригіналу за 2 травня 2021. Процитовано 18 травня 2020.
4. ↑  Дипломаты в ранге Чрезвычайного и Полномочного Посланника 2-го класса (рос.). www.mid.ru. Архів оригіналу за 2 травня 2021. Процитовано 18 травня 2020.